# Гимазов, Мугаллим Мингазович
Мугаллим Мингазович Гимазов (1919—1982) — советский работник нефтяной промышленности, буровой мастер, Герой Социалистического Труда.

## Биография
Родился 3 января 1919 года в Бавлинском районе Татарской АССР в крестьянской семье. Отец погиб на фронтах Великой Отечественной войны, Мугаллим помогал матери воспитывать своих братьев и сестер.
После окончания восьми классов школы, работал трактористом, затем моториста на буровой. Был призван в Красную армию, воевал артиллеристом в войне с Японией, откуда вернулся с наградами.
После демобилизации вернулся домой, продолжил работу на буровой помощником бурильщика, бурильщиком, в начале 1950 года — мастер бригады. Его бригада Гимазова одной из первых в Азнакаевском управлении стала осваивать ускоренные методы бурения. За высокие трудовые достижения в марте 1959 года М. М. Гимазову с группой передовиков нефтяной отрасли Татарской АССР было присвоено звание Героя Социалистического Труда. Интересно, Мугаллим Гимазов, используя турбобур, впервые применил в качестве промывочной жидкости техническую воду, вместо глинистого раствора, что было новационным в бурении скважин.
Кроме производственной, Мугаллим Мингазович избирался депутатом Верховного Совета СССР 5-го созыва.
Жена — Мусалия-апа, в их семье выросли четверо детей. Умер М. М. Гимазов в 1982 году. В государственных архивах СССР имеются материалы, посвященные М. М. Гимазову.

## Награды
- 19 марта 1959 года М. М. Гимазову было присвоено звание Героя Социалистического Труда с вручением ордена Ленина.
- За военные подвиги награждён медалями «За отвагу», «За боевые заслуги» и «За победу над Японией».